# Telgate
Telgate (lombardul: Telgàt) település Olaszországban, Lombardia régióban, Bergamo megyében. Lakosainak száma 4994 fő (2023. január 1.). Telgate Grumello del Monte, Bolgare, Chiuduno, Palazzolo sull’Oglio és Palosco községekkel határos.

## Népesség
A település lakossága az elmúlt években az alábbi módon változott:
| Lakosok száma | 5064 | 5040 | 4994 |
|               | 2017 | 2018 | 2023 |